# 那不勒斯主教座堂

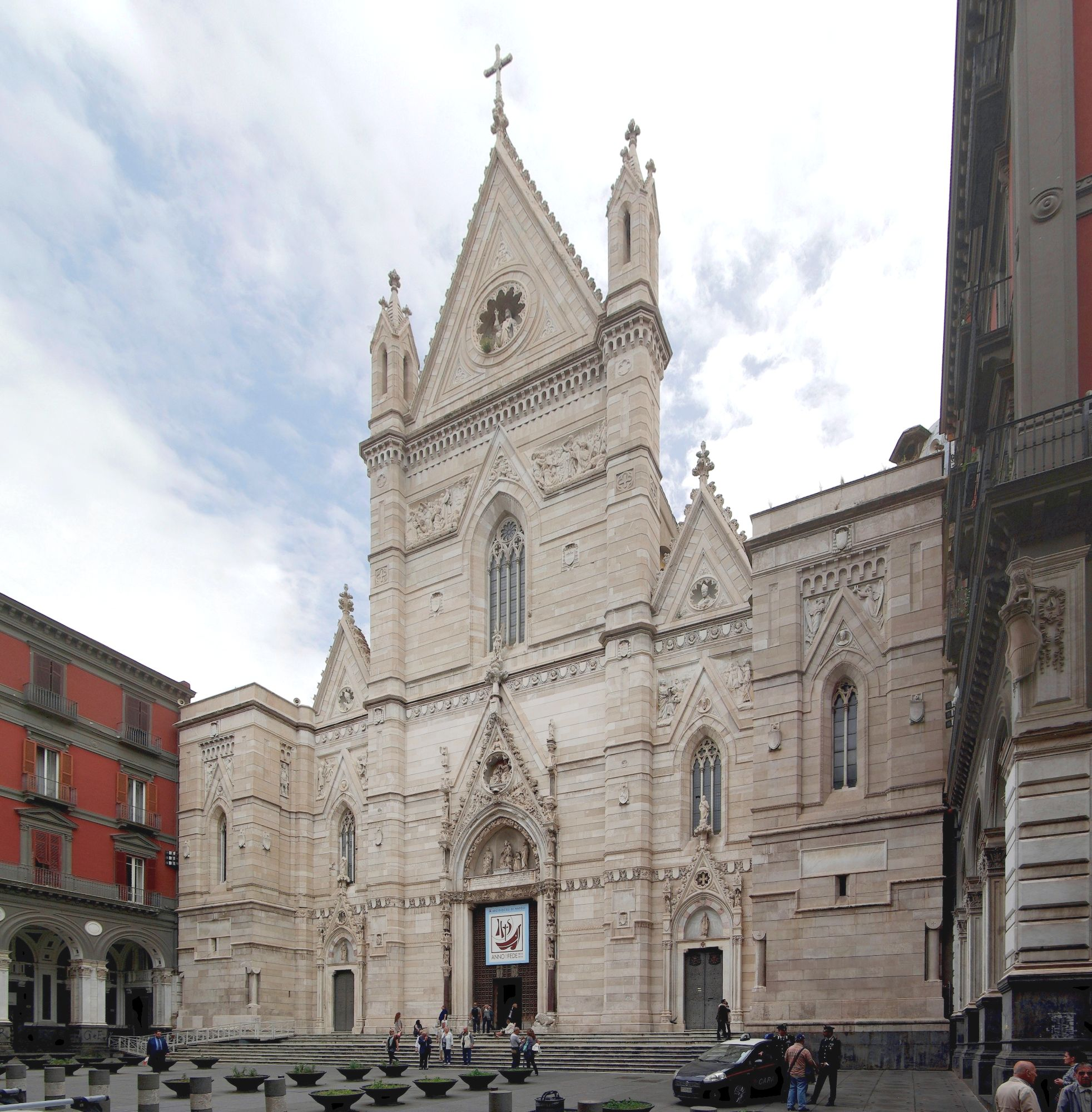
那不勒斯主教座堂

那不勒斯主教座堂是意大利南部城市那不勒斯最重要的教堂，天主教那不勒斯总教区的主教座堂，奉献给该市的主保圣人圣雅纳略。该教堂保存圣雅纳略的血液，每年5月的第一个星期六和9月19日举行“圣雅纳略（该市主保圣人）的奇迹”，据说圣雅纳略凝结变干的血液又变成了液体。
這座教堂是由國王那不勒斯的查理一世下令開始修建的，其繼任者那不勒斯的查理二世(1285-1309) 繼續教堂的建造，直到14世紀初那不勒斯的羅伯特統治時期才得以完成。它建築在兩座古基督教的長方形大教堂的地基上，這些地基的痕跡現在仍然清晰可見。在教堂的下面，曾經挖掘出希臘和羅馬的藝術品。